# Barrettsholme
Barrettsholme était un village canadien situé dans le territoire de la municipalité de Fundy Albert, dans le comté d'Albert, au sud-est du Nouveau-Brunswick.

## Géographie
Barretsholme était situé dans les collines calédoniennes, à 315 mètres d'altitude, au bord de la rivière Forty Five. Le site se trouve actuellement en pleine forêt et n'est accessible que par des chemins de terre privés.

## Histoire
Un bureau de poste ouvre ses portes en 1876. Barrettsholme est d'ailleurs probablement nommé ainsi en l'honneur du premier maître des postes, Andrew Barrett. En 1898, l'économie du village est basée sur l'exploitation forestière et l'agriculture. Il y a alors un magasin, une scierie, une église et une population de 170 habitants. Le bureau de poste ferme ses portes en 1908. Selon l'Atlas du Canada, il n'y a plus aucune trace d'habitations à Barettsholme.